# Grozasca, Ungheni
Grozasca este un sat din componența comunei Florițoaia Veche din raionul Ungheni, Republica Moldova.
Satul Grozasca este o localitate in Raionul Ungheni situata la latitudinea 47.1811 longitudinea 27.8944 si altitudinea de 115 metri fata de nivelul marii. Aceasta localitate este in administrarea s. Florițoaia Veche. Conform recensamintului din anul 2004 populatia este de 741 locuitori. Distanța directă pîna în or. Ungheni este de 11 km. Distanța directă pîna în or. Chișinău este de 109 km.

### Satul Grozasca - Locuitorii pe varste (Conform listelor electorale din anul 2020):
| Nr. Ord. | Interval varste (ani) | Nr. Locuitori | % de Locuitori |
| -------- | --------------------- | ------------- | -------------- |
| 1        | 18 - 25               | 76            | 13.62          |
| 2        | 26 - 35               | 142           | 25.45          |
| 3        | 36 - 45               | 104           | 18.64          |
| 4        | 46 - 55               | 84            | 15.05          |
| 5        | 56 - 65               | 93            | 16.67          |
| 6        | 66 - 99               | 59            | 10.57          |

| Data Alegerilor | PSRM | PCRM | PDM | PLDM | PL | ACUM | Altii | Total Voturi |
| --------------- | ---- | ---- | --- | ---- | -- | ---- | ----- | ------------ |
| 2019-02-24      | 260  | 70   | 372 | 0    | 6  | 227  | 58    | 993          |
| 2014-11-30      | 43   | 53   | 62  | 117  | 12 | 0    | 46    | 333          |
| 2010-11-28      | 0    | 114  | 50  | 88   | 18 | 0    | 53    | 323          |
| 2009-07-29      | 0    | 121  | 58  | 45   | 36 | 0    | 45    | 305          |
| 2009-04-05      | 0    | 164  | 8   | 18   | 38 | 0    | 91    | 319          |

## Contacte, Telefoane a celor mai importante institutii sociale
| Nr. Ord. | Contact                         | Telefon     |
| -------- | ------------------------------- | ----------- |
| 1        | Gimnaziu (Sala de Calculatoare) | 0-236-94183 |
| 2        | Gimnaziu (Director)             | 0-236-94204 |
| 3        | Medic (Comun)                   | 0-236-94210 |
| 4        | Posta (Sef)                     | 0-236-94193 |